# Евангелическая пресвитерианская церковь Того
Евангелическая пресвитерианская церковь Того (англ. The Evangelical Presbyterian Church of Togo) — христианская протестантская деноминация в Африке. Церковь принадлежит Бременской миссии, начала свою работу в регионе Вольта в Гане. Первая община была основана в 1893 году. Церковь была основана в конце XIX века. Во время Первой мировой войны церковь насчитывала 22 000 членов. После ухода немецких миссионеров церковь стремилась сохранить свое единство, и в 1922 году была основана Евангелическая овечья церковь (англ. Evangelical Ewe Church), объединившая франкоязычную и англоязычную группы верующих. Франкоязычная честь церкви была основана Парижским обществом иностранных миссий.
Новая евангелизация привела к основанию нескольких больниц, амбулаторий и школ. В 1959 году Объединенная Церковь Христа в США начала свою миссионерскую работу в Северном Того, и церковь получила автономность. В 1965 году церковь столкнулась с диктатурой в Того.
Церковь начала миссионерскую работу на северо-западе страны в 1984 году. В церкви 200 000–300 000 членов, 516 общин и 516 домашних общин. Церковь исповедует Апостольский Символ веры и является членом Всемирного сообщества реформатских церквей.